# 朱加斯特羅韋
47°4′58″N 30°36′40″E / 47.08278°N 30.61111°E
朱哈斯特羅韋（烏克蘭語：Джугастрове）是位於烏克蘭西南部的村莊，由敖德萨州贝雷济夫卡区的科諾普利亞內市鎮負責管轄。該村始建於1924年，面積2.29平方公里，海拔高度74米，2001年人口334，人口密度每平方公里145.6人。